# Austrothaumalea cervula
Austrothaumalea cervula är en tvåvingeart som beskrevs av Günther Theischinger 1986. Austrothaumalea cervula ingår i släktet Austrothaumalea och familjen mätarmyggor. Inga underarter finns listade.